# WCW Power Plant
Le WCW Power Plant était une école de catch située à Atlanta et dirigée par la World Championship Wrestling. Le Power Plant, qui dérivait d'uné école était dirigé par Jody Hamilton, et a produit nombre de catcheurs qui ont réussi. L'école stoppa les embauches en décembre 1999, et ferma en mars 2001 quand la WCW fut rachetée par la World Wrestling Federation. Elle avait la réputation de mettre en avant les élèves jusqu'à la limite.

## Critère pour l'entrée
De la publicité pour le Power Plant était effectué à WCW Monday Nitro, un élève pouvait demander un stage de trois jours moyennant 250 $, avec comme objectif d'impressionner les entraîneurs pour espérer se faire embaucher. Si les candidats étaient donc impressionnants, ils se voyaient invités par l'école pour le coût de 3 000 $ pour six mois d'entraînement. À une occasion, Sonny Siaki et deux autres catcheurs étaient choisis parmi vingt-trois autres candidats. Pour être accepté, un candidat devait être physiquement en forme et avoir entre dix-huit et vingt-huit ans. Les catcheurs devaient au moins mesurer 1,75 m et peser 82 kg, ainsi que subir des tests physiques sur trois jours. Les candidats potentiels qui ne remplissaient pas ces conditions étaient disqualifiés. Pendant cette période de trois jours d'exercices physiques, les élèves vomissaient souvent et souffraient de spasmes et autres crampes aux muscles.

## Entraînement quotidien
Le Power Plant avait une fameuse réputation, avec beaucoup de ses élèves comparés à des militaires. Ceci était exagéré par la présence de l'entraîneur Dwayne Bruce, qui agissait comme un sergent. Pour réussir, l'élève devait combiner la force et l'énergie, avec moins de focus sur les bases du catch. Bret Hart, qui était forcé de prendre sa retraite à la suite d'un violent coup de pied d'un ancien du Power Plant Goldberg qui lui donnait de graves contusions, mettait en cause fin de sa carrière sur le régime d'entraînement du Power Plant, disant « Je ne pense pas que c'était une priorité pour eux de protéger l'adversaire ».
Le Power Plant était équipé d'un ring de 5,5 m et d'un gymnase. Un jour typique de semaine voyait les élèves débuter à 9 h du matin avec une demi-heure d'échauffement à base d'exercices de fitness. Ils passaient ensuite trois heures à apprendre à comment bien recevoir les prises et coups. Après quarante minutes de pause pour le déjeuner à 12 h 40, les élèves continuaient leur travail pour ensuite se tourner vers les promos et finir à 17 h.
Le régime d'entraînement quotidien voyait les élèves faire entre 500 et 1 000 pompes dans l'espace de six heures. Ils effectuaient aussi près de 200 abdos. Ils travaillaient aussi beaucoup sur la musculation et sur des exercices cardiovasculaires. Il y avait peu de pauses, et les entraîneurs étaient même rarement sympathiques.
Le taux d'abandon était de 85 %. L'élève typique s'entraînait entre six et neuf mois avant d'obtenir son diplôme.
Le slogan du Power Plant était « Pain is temporary, pride is forever ».

## Entraîneurs

### Entraîneurs
- Directeur Jody Hamilton
- Entraîneur en chef Paul Orndorff
- Entraîneur en chef Dwayne Bruce
- Bobby Eaton
- Michael Haynes III
- Lash LeRoux
- Harrison Norris
- Buzz Stern
- Big Ron Studd
- Mike Winner
- Pez Whatley

### Entraîneuses
- Nora Greenwald
- Debra Miceli

## Diplômés

### Catcheurs
- Tank Abbott
- Bryant Anderson
- C.W. Anderson
- Chad Brock
- David Flair
- Alan Funk
- The Giant
- Goldberg
- Sean O'Haire (commençait l'entraînement en 1999)
- Shane Helms
- Horshu
- Mark Jindrak
- Chris Kanyon (commençait l'entraînement en 1995)
- Evan Karagias
- The Demon
- Kid Romeo
- Lash LeRoux (commençait l'entraînement en 1997)
- Lodi (commençait l'entraînement en 1997)
- Jeremy Lopez
- Lorenzo
- Steve McMichael
- Ernest Miller (en)
- Shannon Moore
- Scotty O
- Diamond Dallas Page
- Chuck Palumbo (commençait l'entraînement en 1998)
- Dave Power
- Dean Power
- Renegade
- Reno
- Mike Sanders (commençait l'entraînement en 1998)
- Shark Boy
- Sonny Siaki
- Sick Boy
- Elix Skipper
- Bob Sapp
- Johnny Stamboli
- The Wall
- Alex Wright
- Jimmy Yang (commençait l'entraînement en 1999)
- Brunno
- Jose Alvarez
- Anthony Listened

### Catcheuses
- Asya
- Major Gunns
- Midajah O'Hearn
- Stacy Keibler (commençait l'entraînement en 1999)
- Leia Meow
- Sharmell Sullivan (commençait l'entraînement en 1999)
- Tygress
- Daffney Unger
- Queen Debra
- Torrie Wilson

## Héritage
Le WCW Power Plant a produit trois futurs WCW World Heavyweight Champions (The Giant, Diamond Dallas Page et Goldberg), un futur World Heavyweight Champion (Goldberg) et un futur WWF World Heavyweight Champion The Big Show. Cependant, les derniers diplômés du Power Plant, faisaient souvent partie de clans comme les The Natural Born Thrillers et The New Blood, échouant à trouver du succès.
En avril 2003, Dwayne Bruce ouvrait sa propre école à Jasper en Géorgie sous le nom The Super Power Plant.